# نبات معدل وراثيا
النبات المُعدل وراثيًا (بالإنجليزية: Genetically modified plant)‏، تُهندَس النباتات المُعدًّلة وراثيًا من أجل البحث العلمي لإنتاج ألوان جديدة في النباتات والحصول على اللقاحات وتطوير محاصيل مُحسَّنة. توجد الكثير من الخلايا النباتية متعددة القدرة (التمايزية)، وهذا يعني أن الخلية الواحدة تعطي نباتًا ناضجًا يمكن زراعته ويشكل بعدها في ظل الظروف المناسبة نباتًا جديدًا. يمكن الاستفادة من هذه المقدرة في الهندسة الوراثية، فيمكن عن طريق اختيار الخلايا التي تحولت (انتقل إليها المحُتوى الوراثي المراد إضافته) بنجاح في نبات بالغ زراعة النبات الجديد الذي يحتوي على المحتوى الوراثي المُعدل للخلية الأم في كل خلية من خلاياه من خلال عملية تُدعى زراعة الأنسجة.

## الأبحاث
حصل جزء كبير من التقدم الذي حصل في مجال الهندسة الوراثية نتيجة التجارب التي أُجريت على التبغ. نشأ التقدم الكبير في مجال زراعة الأنسجة والمعرفة للآليات الخلوية النباتية لمدى واسع من النباتات من الأنظمة التي طُوِّرَت في التبغ، الذي كان أول نبات يهندَس وراثيًّا، ويعتبر نموذجًا حيًا ليس فقط لمجال الهندسة الوراثية بل لمجموعة واسعة من الميادين الأخرى. على هذا النحو، فوسائل وإجراءات نقل المورثات مستقرة بصورة مناسبة، ما يجعلها من أسهل الطرائق لتحوير النباتات. يوجد نموذج رئيسي آخر وهو نبات رشاد أذن الفأر (الاسم العلمي: Arabidopsis thaliana). نظرًا إلى قصر طول الجين الذي يمتلكه ودورة حياته القصيرة، يمكن إجراء التعديل الوراثي عليه بسهولة، ويحوي العديد من المورثات المشتركة مع أنواع المحاصيل المهمة. كان أول نبات يُعرف فيه التسلسل النوكليوتيدي لمادته الوراثية، وفيه مصادر معلومات حيوية وفيرة يمكن نقلها ببساطة عبر غمس زهرة في محلول بكتريا Agrobacterium المحوَّل.
في الأبحاث، تُهندس النباتات وراثيًا للمساعدة في استكشاف وظائف مورثات معينة. أبسط طريقة لذلك هي إزالة المورثة وملاحظة النمط الظاهري الناتج بالمقارنة مع النمط البري. من المحتمل أن يكون أي تغير نتيجة لغياب تلك المورثة. على عكس عملية التطفير، تتيح الهندسة الوراثية إزالة المورثة المستهدفة من دون إحداث تغيير للمورثات الأخرى في الكائن الحي. يقتصر ظهور تعبير بعض المورثات على أنسجة معينة، بذلك يمكن أن تُثبت المورثات المخبِرة مثل المورثة (GUS) إلى المورثة المستهدفة مما يسمح تحديد موقعها. من الطرائق الأخرى لاختبار مورثة معينة تغييرها بشكل طفيف، ثم إعادتها إلى النبات وملاحظة إن كانت ما زالت تملك نفس التأثير على النمط الظاهري. تتضمن الاستراتيجيات الأخرى تثبيت المورثة على محرض قوي وملاحظة ما يحدث عندما يُعبر عنها بشكل زائد، مجبرين حدوث التعبير عن المورثة في موقع مختلف أو في مراحل تطورية مختلفة.

## نباتات الزينة
بعض النباتات المعدلة وراثيًا هي نباتات زينة. تُعدل وراثيًا لتغيير اللون أو الرائحة أو شكل الزهرة أو شكل النبات. كان تغيير اللون أول تعديل أُجري على نباتات الزينة التجارية المعدلة وراثيًا. أُطلِق القرنفل المُعدل وراثيًا في عام 1997، وأُطلقت الوردة الزرقاء في عام 2004 وهي أكثر الكائنات المعدلة وراثيًا شعبية. تُباع الورود في اليابان والولايات المتحدة وكندا. من بين نباتات الزينة المعدلة وراثيًا الأخرى الأقحوان والبيتونيا (التبغية). بالإضافة إلى زيادة القيمة الجمالية، توجَد خطط لتطوير نباتات زينة تستهلك كمية أقل من الماء أو مقاومة للحرارة المنخفضة وهذا ما سيسمح لها بالنمو خارج بيئاتها الطبيعية.

## حفظ الأنواع
كان الهدف من إجراء التعديل الوراثي على بعض الأنواع النباتية المهددة بالانقراض هو أن تصبح مقاومة للنباتات الغازية والآفات، مثل حفار ساق المران الزمردي في أمريكا الشمالية ومرض ذبول الدلب الفطري (الاسم العلمي:Ceratocystis platani) على أشجار الدلب في أوروبا. دمر فيروس التبقع الحلقي على البابايا (PRSV) أشجار البابايا في هاواي في القرن العشرين إلى أن أُدخلَت صفة المقاومة المستمدة من العامل الممرض على نباتات البابايا المعدلة وراثيًا. مع ذلك، يبقى إجراء التعديل الوراثي على النباتات لأغراض الحفظ منطويًا على المخاطرة. يوجد قلق خاص من ألا تبقى الأنواع المعدلة وراثيًا شبيهة بالأنواع الأصلية بشكل كافٍ يسمح لنا بالقول إننا عملنا حقًا على حفظ الأنواع الأصلية. قد تكون الأنواع المُعدلة وراثيًا مختلفةً وراثيًا كفايةً لاعتبارها أنواعًا جديدة، وبذلك تقل قيمة الحفظ الحيوي بالاعتماد على التعديل الوراثي.

## المحاصيل
بشكل عام، المحاصيل المُعدلَة وراثيًا هي نباتات مُعدلة وراثيًا تُستخدم في الزراعة. كان الهدف من الجيل الأول من المحاصيل المعدلة وراثيًا الحصول على الغذاء للإنسان أو الحيوان وإعطاء المحاصيل صفة المقاومة لبعض الآفات والأمراض والظروف البيئية والفساد الغذائي والمعاملات الكيميائية (أي المقاومة لمبيدات الأعشاب). كان الهدف من الجيل الثاني من المحاصيل المعدلة وراثيًا تحسين النوعية، غالبًا عن طريق تغيير المحتوى الغذائي. وهدف التعديل الوراثي في الجيل الثالث من المحاصيل إلى الاستفادة منها في استخدامات غير غذائية، من بينها إنتاج الأدوية المصنعة في النباتات، والوقود الحيوي، والمنتجات الصناعية المفيدة الأخرى، وأيضًا في المعالجة الحيوية.
توجد ثلاثة أهداف رئيسية للتقدم الزراعي، زيادة الإنتاج وتحسين ظروف العمل للعمال الزراعيين والاستدامة. تساهم المحاصيل المعدلة وراثيًا في تحسين المحصول عن طريق تقليل ضغط الحشرات، ورفع القيمة الغذائية وتحمل الضغوطات غير الحيوية المختلفة. على الرغم من هذه الإمكانات، تقتصر المحاصيل التجارية اعتبارًا من عام 2018 في معظمها على المحاصيل النقدية مثل القطن وفول الصويا والذرة الصفراء والكانولا، وتعطي الغالبية العظمى من الصفات المُدخلة إما مقاومة مبيدات الأعشاب أو مقاومة الحشرات. يمثل فول الصويا نصف المحاصيل المعدلة وراثيًا المزروعة في عام 2014. كان تبني المزارعين للمحاصيل المعدلة وراثيًا سريعًا، بين عامي 1996 و2013 ازداد إجمالي مساحة الأراضي المزروعة بالمحاصيل المعدلة وراثيًا مئة مرة، من 17,000 كيلومتر مربع إلى 1,750,000 كيلومتر مربع. على الرغم من أن الانتشار الجغرافي كان متفاوتًا جدًا، فكان الانتشار كبيرًا في الأمريكيتين وأجزاء من آسيا وقليلًا في أوروبا وإفريقيا. كان الانتشار الاقتصادي الاجتماعي أكثر توازنًا، بنموٍ قدره بـ 54% تقريبًا في المحاصيل المعدلة وراثيًا في الدول النامية في عام 2013.

### اللقاحات
توجد إمكانات كبيرة لدى النباتات المعدلة وراثيًا يمكن الاستفادة منها في إنتاج وتخزين اللقاحات. إنتاج اللقاحات ونقلها وإعطاؤها أمر مكلف، لذلك قد يتيح نظام قادر على إنتاجها بشكل محلي وصولها بشكل أكبر إلى المناطق الفقيرة والنامية. بالإضافة إلى استخلاص لقاحات مصنَّعة من النباتات، من الممكن أيضًا إنتاج لقاحات. تُنشط اللقاحات الصالحة للأكل الجهاز المناعي عند تناولها للحماية من أمراض معينة. تقلل إمكانية تخزينها ضمن النباتات من التكلفة طويلة الأمد، فيمكن توزيعها من دون الحاجة إلى تخزينها بحرارة منخفضة، ولا توجد حاجة لتنقيتها وأن يكون لها ثبات طويل الأمد. ويوفر أيضًا وجودها ضمن الخلية النباتية بعض الحماية من أحماض الجهاز الهضمي بعد تناولها. مع ذلك، فتكلفة تطوير وتنظيم واحتواء نباتات معدلة وراثيًا مرتفعة، وهذا ما أدى إلى اقتصار تطبيق معظم اللقاحات الحالية المصنعة ضمن النباتات على الطب البيطري، حيث الضوابط أقل صرامةً.